# Kallsjön (Jämtland)
Der Kallsjön ist ein See im Jämtland (Schweden). Nördlich angrenzend befinden sich die Seen Anjan und Torrön.
Der See hat eine Fläche von 158 km², ist bis zu 134 Meter tief und wird seit den 1940er-Jahren für die Stromerzeugung reguliert. Früher hieß der See Kalln, was in alten jämtländischen Dialekten so viel wie Kerl oder Bube bedeutet. Es besteht also kein Zusammenhang mit dem schwedischen Wort für kalt (kall), obwohl dies bei der durch die geographische Lage bedingte ganzjährig niedrige Wassertemperatur im See durchaus naheliegend wäre. Der Namensgebende Kerl war ein Verwandter des nordischen Gottes Freyer (Frö), nach dem die Insel Frösön im See Storsjön benannt ist. Am südlichen Ende wird der Kallsjön vom Flüsschen Järpströmmen entwässert, der beim Ort Järpen in den Indalsälven mündet.